# Olympische Sommerspiele 2024/Teilnehmer (Marokko)
| Gelbes Symbol für Goldmedaillen mit stilisierten Olympischen Ringen | Graues Symbol für Silbermedaillen mit stilisierten Olympischen Ringen | Braundes Symbol für Bronzemedaillen mit stilisierten Olympischen Ringen |
| ------------------------------------------------------------------- | --------------------------------------------------------------------- | ----------------------------------------------------------------------- |
| 1                                                                   | —                                                                     | 1                                                                       |

Marokko nahm an den Olympischen Spielen 2024 vom 26. Juli bis zum 11. August 2024 in Paris mit 61 Athleten (43 Männer, 18 Frauen) teil. Es war die insgesamt 16. Teilnahme an Olympischen Sommerspielen.

## Medaillen

### Medaillenspiegel
| Rang   | Sportart       | Gold | Silber | Bronze | Gesamt |
| ------ | -------------- | ---- | ------ | ------ | ------ |
| 1      | Leichtathletik | 1    | –      | –      | 1      |
| 2      | Fußball        | –    | –      | 1      | 1      |
| Gesamt | Gesamt         | 1    | 0      | 1      | 2      |

### Medaillengewinner
| Name/n | Sportart       | Wettkampf        |
| --- | -------------- | ---------------- |
| Gold |                |                  |
| Soufiane el-Bakkali | Leichtathletik | 3000 m Hindernis |
| Bronze |                |                  |
| Ilias Akhomach Oussama El Azzouzi Benjamin Bouchouari Mehdi Boukamir Abde Ezzalzouli Rachid Ghanimi Achraf Hakimi Munir El Kajoui Yassine Kechta Bilal El Khannous Mehdi Maouhoub Akram Nakach Zakaria El Ouahdi Soufiane Rahimi Amir Richardson Eliesse Ben Seghir Adil Tahif Oussama Targhalline Haytam Manaout | Fußball        | Männerturnier    |

## Teilnehmer nach Sportarten

### Beachvolleyball
Durch den Sieg beim CAVB Continental Cup Final qualifizierte sich ein marokkanisches Duo bei den Männern für den olympischen Beachvolleyballwettbewerb.
| Athleten                        | Gruppenphase     | Gruppenphase       | Gruppenphase | Gruppenphase | Achtelfinale  | Achtelfinale  | Viertelfinale | Viertelfinale | Halbfinale    | Halbfinale    | Finale / Platz 3 | Finale / Platz 3 | Rang |
| Athleten                        | Gegner           | Ergebnis           | Punkte       | Rang         | Gegner        | Ergebnis      | Gegner        | Ergebnis      | Gegner        | Ergebnis      | Gegner           | Ergebnis         | Rang |
| ------------------------------- | ---------------- | ------------------ | ------------ | ------------ | ------------- | ------------- | ------------- | ------------- | ------------- | ------------- | ---------------- | ---------------- | ---- |
| Männer                          |                  |                    |              |              |               |               |               |               |               |               |                  |                  |      |
| Mohamed Abicha Zouheir Elgraoui | George / André   | 0:2 (18:21, 10:21) | 3            | 4            | ausgeschieden | ausgeschieden | ausgeschieden | ausgeschieden | ausgeschieden | ausgeschieden | ausgeschieden    | ausgeschieden    | 19   |
| Mohamed Abicha Zouheir Elgraoui | Partain / Benesh | 0:2 (12:21, 26:28) | 3            | 4            | ausgeschieden | ausgeschieden | ausgeschieden | ausgeschieden | ausgeschieden | ausgeschieden | ausgeschieden    | ausgeschieden    | 19   |
| Mohamed Abicha Zouheir Elgraoui | Diaz / Alayo     | 0:2 (14:21, 11:21) | 3            | 4            | ausgeschieden | ausgeschieden | ausgeschieden | ausgeschieden | ausgeschieden | ausgeschieden | ausgeschieden    | ausgeschieden    | 19   |

### Boxen
Beim afrikanischen Qualifikationsturnier in Dakar qualifizierten sich drei marokkanische Boxerinnen für die Olympischen Spiele.
| Athleten         | Wettbewerb       | 1. Runde    | 1. Runde | Achtelfinale  | Achtelfinale  | Viertelfinale | Viertelfinale | Halbfinale    | Halbfinale    | Finale        | Finale        | Rang |
| Athleten         | Wettbewerb       | Gegner      | Ergebnis | Gegner        | Ergebnis      | Gegner        | Ergebnis      | Gegner        | Ergebnis      | Gegner        | Ergebnis      | Rang |
| ---------------- | ---------------- | ----------- | -------- | ------------- | ------------- | ------------- | ------------- | ------------- | ------------- | ------------- | ------------- | ---- |
| Frauen           |                  |             |          |               |               |               |               |               |               |               |               |      |
| Yasmine Mouttaki | Klasse bis 50 kg | A. Villegas | 0:5      | ausgeschieden | ausgeschieden | ausgeschieden | ausgeschieden | ausgeschieden | ausgeschieden | ausgeschieden | ausgeschieden | 17   |
| Widad Bertal     | Klasse bis 54 kg | Freilos     | Freilos  | J. Jitpong    | 3:2           | Pang C.-mi    | 0:4           | ausgeschieden | ausgeschieden | ausgeschieden | ausgeschieden | 5    |
| Khadija El-Mardi | Klasse bis 75 kg | —           | —        | C. Reid       | 3:2           | C. Parker     | 1:4           | ausgeschieden | ausgeschieden | ausgeschieden | ausgeschieden | 5    |

### Breaking
Für die olympische Premiere des Breaking qualifizierten sich B-Girl Elmamouny und B-Boy Billy als Sieger bei den Afrikameisterschaften 2023 im heimischen Rabat.
| Athleten                      | Wettbewerb | Qualifikation | Qualifikation | Achtelfinale  | Achtelfinale  | Viertelfinale | Viertelfinale | Halbfinale    | Halbfinale    | Finale / Platz 3 | Finale / Platz 3 | Rang |
| Athleten                      | Wettbewerb | Punkte        | Rang          | Gegner        | Ergebnis      | Gegner        | Ergebnis      | Gegner        | Ergebnis      | Gegner           | Ergebnis         | Rang |
| ----------------------------- | ---------- | ------------- | ------------- | ------------- | ------------- | ------------- | ------------- | ------------- | ------------- | ---------------- | ---------------- | ---- |
| Frauen                        |            |               |               |               |               |               |               |               |               |                  |                  |      |
| Fatima El-Mamouny (Elmamouny) | B-Girls    | 0             | 4             | ausgeschieden | ausgeschieden | ausgeschieden | ausgeschieden | ausgeschieden | ausgeschieden | ausgeschieden    | ausgeschieden    | 15   |
| Männer                        |            |               |               |               |               |               |               |               |               |                  |                  |      |
| Bilal Mallakh (Billy)         | B-Boys     | 0             | 4             | ausgeschieden | ausgeschieden | ausgeschieden | ausgeschieden | ausgeschieden | ausgeschieden | ausgeschieden    | ausgeschieden    | 15   |

### Fechten
Als bester afrikanischer Degenfechter, dessen Mannschaft sich nicht qualifizierte, erhielt Houssam El Kord einen persönlichen Startplatz im Degenfechten der Männer. Zudem gewann Youssra Zekrani das afrikanische Qualifikationsturnier in Algier im Florett der Frauen und qualifizierte sich damit ebenfalls für die Spiele in Paris.
| Athleten        | Wettbewerb     | 1. Runde    | 1. Runde | 2. Runde      | 2. Runde      | Achtelfinale  | Achtelfinale  | Viertelfinale | Viertelfinale | Halbfinale / Klassifikation | Halbfinale / Klassifikation | Finale / Platzierung | Finale / Platzierung | Rang |
| Athleten        | Wettbewerb     | Gegner      | Ergebnis | Gegner        | Ergebnis      | Gegner        | Ergebnis      | Gegner        | Ergebnis      | Gegner                      | Ergebnis                    | Gegner               | Ergebnis             | Rang |
| --------------- | -------------- | ----------- | -------- | ------------- | ------------- | ------------- | ------------- | ------------- | ------------- | --------------------------- | --------------------------- | -------------------- | -------------------- | ---- |
| Frauen          |                |             |          |               |               |               |               |               |               |                             |                             |                      |                      |      |
| Youssra Zekrani | Florett Einzel | M. Jelińska | 3:15     | ausgeschieden | ausgeschieden | ausgeschieden | ausgeschieden | ausgeschieden | ausgeschieden | ausgeschieden               | ausgeschieden               | ausgeschieden        | ausgeschieden        | 34   |
| Männer          |                |             |          |               |               |               |               |               |               |                             |                             |                      |                      |      |
| Houssam El Kord | Degen Einzel   | Freilos     | Freilos  | R. Kurbanow   | 13:15         | ausgeschieden | ausgeschieden | ausgeschieden | ausgeschieden | ausgeschieden               | ausgeschieden               | ausgeschieden        | ausgeschieden        | 25   |

### Fußball
Durch den Titelgewinn beim in Marokko ausgetragenen U-23-Afrika-Cup 2023 qualifizierten sich Marokkos Fußballer für das olympische Turnier.
| Wettbewerb      | Männer (Spiele/Tore) |
| --------------- | --- |
| Athleten        | Ilias Akhomach (6/1) Oussama El Azzouzi (4/0) Benjamin Bouchouari (4/0) Mehdi Boukamir (6/0) Abde Ezzalzouli (5/2) Rachid Ghanimi (0/0) Achraf Hakimi (6/2) Munir El Kajoui (6/0) Yassine Kechta (5/0) Bilal El Khannous (5/1) Mehdi Maouhoub (5/1) Akram Nakach (4/1) Zakaria El Ouahdi (6/0) Soufiane Rahimi (6/8) Amir Richardson (6/1) Eliesse Ben Seghir (6/0) Adil Tahif (2/0) Oussama Targhalline (6/0) |
| Trainer         | Tarik Sektioui |
| P-Akkreditierte | Mohamed Asmama Haytam Manaout (0/0) Mehdi Moubarik Bilal El Ouadghiri |
| Gruppenphase    | Argentinien (2:1) Ukraine (1:2) Irak (3:0) |
| Viertelfinale   | Vereinigte Staaten (4:0) |
| Halbfinale      | Spanien (1:2) |
| Spiel um Bronze | Ägypten (6:0) |
| Rang            | Bronze |

### Golf
Über das Olympic Golf Ranking der IGF qualifizierte sich eine marokkanische Golferin für die Olympischen Spiele.
| Athleten       | Runde 1 | Runde 2 | Runde 3 | Runde 4 | Gesamt | Par | Rang |
| -------------- | ------- | ------- | ------- | ------- | ------ | --- | ---- |
| Frauen         |         |         |         |         |        |     |      |
| Ines Laklalech | 78      | 75      | 77      | 73      | 303    | +15 | 52   |

### Judo
Über die IJF-Weltrangliste konnten sich drei marokkanische Judokas qualifizieren.
| Athleten              | Wettbewerb       | 1. Runde    | 1. Runde | 2. Runde  | 2. Runde | Achtelfinale  | Achtelfinale  | Viertelfinale | Viertelfinale | Halbfinale / Trostrunde | Halbfinale / Trostrunde | Finale / Platz 3 | Finale / Platz 3 | Rang |
| Athleten              | Wettbewerb       | Gegner      | Ergebnis | Gegner    | Ergebnis | Gegner        | Ergebnis      | Gegner        | Ergebnis      | Gegner                  | Ergebnis                | Gegner           | Ergebnis         | Rang |
| --------------------- | ---------------- | ----------- | -------- | --------- | -------- | ------------- | ------------- | ------------- | ------------- | ----------------------- | ----------------------- | ---------------- | ---------------- | ---- |
| Frauen                |                  |             |          |           |          |               |               |               |               |                         |                         |                  |                  |      |
| Soumiya Iraoui        | Klasse bis 52 kg | S. Asvesta  | 0s2:1s1  | —         | —        | ausgeschieden | ausgeschieden | ausgeschieden | ausgeschieden | ausgeschieden           | ausgeschieden           | ausgeschieden    | ausgeschieden    | 17   |
| Männer                |                  |             |          |           |          |               |               |               |               |                         |                         |                  |                  |      |
| Abderrahmane Boushita | Klasse bis 66 kg | B. Shmailov | 0s2:1s1  | —         | —        | ausgeschieden | ausgeschieden | ausgeschieden | ausgeschieden | ausgeschieden           | ausgeschieden           | ausgeschieden    | ausgeschieden    | 17   |
| Achraf Moutii         | Klasse bis 81 kg | Freilos     | Freilos  | Lee J.-h. | 0s2:1s1  | ausgeschieden | ausgeschieden | ausgeschieden | ausgeschieden | ausgeschieden           | ausgeschieden           | ausgeschieden    | ausgeschieden    | 17   |

### Kanu
Bei der afrikanischen Qualifikation im Kanurennsport konnte ein Quotenplatz im K1 der Männer gewonnen werden. Über die Kanuslalom-Weltmeisterschaften 2023 qualifizierte man sich auch im Slalom K1 der Männer.

#### Kanurennsport
| Athleten       | Wettbewerb | Vorlauf     | Vorlauf | Viertelfinale | Viertelfinale | Halbfinale    | Halbfinale    | A/B-Finale    | A/B-Finale    | Rang |
| Athleten       | Wettbewerb | Zeit        | Rang    | Zeit          | Rang          | Zeit          | Rang          | Zeit          | Rang          | Rang |
| -------------- | ---------- | ----------- | ------- | ------------- | ------------- | ------------- | ------------- | ------------- | ------------- | ---- |
| Männer         |            |             |         |               |               |               |               |               |               |      |
| Achraf El Aidi | K1 1000 m  | 3:50,36 min | 5       | 4:02,27 min   | 6             | ausgeschieden | ausgeschieden | ausgeschieden | ausgeschieden | 29   |

#### Kanuslalom
| Athleten     | Wettbewerb | Vorlauf | Vorlauf | Halbfinale | Halbfinale | Finale        | Finale        | Rang |
| Athleten     | Wettbewerb | Zeit    | Rang    | Zeit       | Rang       | Zeit          | Rang          | Rang |
| ------------ | ---------- | ------- | ------- | ---------- | ---------- | ------------- | ------------- | ---- |
| Männer       |            |         |         |            |            |               |               |      |
| Mathis Soudi | K1         | 89,45 s | 16      | 104,11 s   | 16         | ausgeschieden | ausgeschieden | 16   |

Boater-Cross
| Männer       |          |         |    |   |   |               |               |               |               |    |
| Mathis Soudi | K1 Cross | 70,53 s | 17 | 3 | 3 | ausgeschieden | ausgeschieden | ausgeschieden | ausgeschieden | 33 |

### Leichtathletik
Marokkanische Leichtathleten haben die Olympianormen des Weltverbandes in mehreren Disziplinen erreicht. In den beiden Marathonwettbewerben haben jeweils mehr als drei Läufer die Normzeit unterboten, sodass der Verband entscheiden darf, welche drei Sportler er jeweils an den Start schickt.
Laufen und Gehen
| Athleten               | Wettbewerb       | Vorlauf     | Vorlauf | Halbfinale    | Halbfinale    | Finale        | Finale        | Rang          |
| Athleten               | Wettbewerb       | Zeit        | Rang    | Zeit          | Rang          | Zeit          | Rang          | Rang          |
| ---------------------- | ---------------- | ----------- | ------- | ------------- | ------------- | ------------- | ------------- | ------------- |
| Frauen                 |                  |             |         |               |               |               |               |               |
| Assia Raziki           | 800 m            | DSQ         | DSQ     | ausgeschieden | ausgeschieden | ausgeschieden | ausgeschieden | ausgeschieden |
| Noura Ennadi           | 400 m Hürden     | 55,26 s     | 2       | 55,50 s       | 8             | ausgeschieden | ausgeschieden | ausgeschieden |
| Kaoutar Farkoussi      | Marathon         | —           | —       | —             | —             | 2:31:34 h     | 39            | 39            |
| Fatima Ezzahra Gardadi | Marathon         | —           | —       | —             | —             | 2:26:30 h     | 11            | 11            |
| Rahma Tahiri           | Marathon         | —           | —       | —             | —             | DNF           | DNF           | DNF           |
| Männer                 |                  |             |         |               |               |               |               |               |
| Abdelati el-Guesse     | 800 m            | 1:46,91 min | 5       | ausgeschieden | ausgeschieden | ausgeschieden | ausgeschieden | ausgeschieden |
| Anass Essayi           | 1500 m           | 3:36,44 min | 4       | 3:32,49 min   | 7             | ausgeschieden | ausgeschieden | ausgeschieden |
| Soufiane el-Bakkali    | 3000 m Hindernis | 8:17,90 min | 1       | —             | —             | 8:06,05 min   | 1             | Gold          |
| Faid El Mostafa        | 3000 m Hindernis | 8:39,48 min | 12      | —             | —             | ausgeschieden | ausgeschieden | ausgeschieden |
| Mohamed Tindouft       | 3000 m Hindernis | 8:10,62 min | 1       | —             | —             | 8:14,82 min   | 12            | 12            |
| Othmane El Goumri      | Marathon         | —           | —       | —             | —             | 2:10:06 h     | 18            | 18            |
| Mohcin Outalha         | Marathon         | —           | —       | —             | —             | 2:11:51 h     | 35            | 35            |
| Zouhair Talbi          | Marathon         | —           | —       | —             | —             | DNF           | DNF           | DNF           |

### Radsport
Über die UCI-Straßen-Weltrangliste nach Nationen erhielt Marokko einen Startplatz für das Straßenrennen der Männer. Um die kontinentale Mindestrepräsentation zu garantieren, darf der entsprechende Athlet auch im Einzelzeitfahren an den Start gehen. Im BMX-Rennsport erhielt man einen Startplatz für den Wettbewerb der Männer durch den Titelgewinn von Dean Reeves bei den Afrika-Meisterschaften 2023 in Bulawayo.

#### Straße
| Athleten         | Wettbewerb       | Zeit         | Rang |
| ---------------- | ---------------- | ------------ | ---- |
| Männer           |                  |              |      |
| Achraf Ed Doghmy | Straßenrennen    | DNF          | DNF  |
| Achraf Ed Doghmy | Einzelzeitfahren | 43:31,37 min | 32   |

#### BMX-Rennsport
| Athleten    | Wettbewerb | Viertelfinale | Viertelfinale | Halbfinale    | Halbfinale    | Finale        | Finale        | Rang |
| Athleten    | Wettbewerb | Punkte        | Rang          | Punkte        | Rang          | Zeit          | Rang          | Rang |
| ----------- | ---------- | ------------- | ------------- | ------------- | ------------- | ------------- | ------------- | ---- |
| Männer      |            |               |               |               |               |               |               |      |
| Dean Reeves | BMX-Rennen | 20            | 22            | ausgeschieden | ausgeschieden | ausgeschieden | ausgeschieden | 22   |

### Reiten
Über die jeweilige regionale Rangliste der Gruppe F (Afrika und Mittlerer Osten) erhielt Marokko je einen Startplatz im Dressur- und Vielseitigkeitsreiten.

#### Dressurreiten
| Athleten                        | Wettbewerb | Prozent / Punkte           | Prozent / Punkte | Prozent / Punkte | Rang |
| Athleten                        | Wettbewerb | Grand Prix (Qualifikation) | GP Spécial       | GP Kür           | Rang |
| ------------------------------- | ---------- | -------------------------- | ---------------- | ---------------- | ---- |
| Yessin Rahmouni mit All At Once | Einzel     | 68,696                     | —                | ausgeschieden    | 42   |

#### Vielseitigkeitsreiten
| Athleten                     | Wettbewerb | Minuspunkte Dressur | Minuspunkte Gelände | Minuspunkte Springen | Minuspunkte Springen | Minuspunkte Gesamt | Rang |
| ---------------------------- | ---------- | ------------------- | ------------------- | -------------------- | -------------------- | ------------------ | ---- |
| Noor Slaoui mit Cash In Hand | Einzel     | 36,40               | 24,00               | 20,80                | ausgeschieden        | 81,20              | 45   |

### Ringen
Beim afrikanisch-ozeanischen Qualifikationsturnier in Kairo konnte Marokko einen Quotenplatz in der Gewichtsklasse bis 130 kg (griechisch-römischer Stil) gewinnen.

#### Griechisch-römischer Stil
Legende: G = Gewonnen, V = Verloren, S = Schultersieg
| Athleten      | Wettbewerb        | Achtelfinale  | Achtelfinale | Viertelfinale | Viertelfinale | Halbfinale    | Halbfinale    | Hoffnungsrunde Halbfinale | Hoffnungsrunde Halbfinale | Hoffnungsrunde Finale | Hoffnungsrunde Finale | Finale        | Finale        | Rang |
| Athleten      | Wettbewerb        | Gegner        | Ergebnis     | Gegner        | Ergebnis      | Gegner        | Ergebnis      | Gegner                    | Ergebnis                  | Gegner                | Ergebnis              | Gegner        | Ergebnis      | Rang |
| ------------- | ----------------- | ------------- | ------------ | ------------- | ------------- | ------------- | ------------- | ------------------------- | ------------------------- | --------------------- | --------------------- | ------------- | ------------- | ---- |
| Männer        |                   |               |              |               |               |               |               |                           |                           |                       |                       |               |               |      |
| Oussama Assad | Klasse bis 130 kg | M. Knystautas | V 0:9        | ausgeschieden | ausgeschieden | ausgeschieden | ausgeschieden | ausgeschieden             | ausgeschieden             | ausgeschieden         | ausgeschieden         | ausgeschieden | ausgeschieden | 15   |

### Rudern
Bei der afrikanischen Qualifikationsregatta in Tunis konnte ein Quotenplatz im Einer der Frauen erreicht werden.
| Athleten              | Wettbewerb | Vorlauf     | Vorlauf | Vorlauf       | Hoffnungslauf / Viertelfinale | Hoffnungslauf / Viertelfinale | Hoffnungslauf / Viertelfinale | Halbfinale  | Halbfinale | Halbfinale    | Finale      | Finale | Rang |
| Athleten              | Wettbewerb | Zeit        | Rang    | Qualifikation | Zeit                          | Rang                          | Qualifikation                 | Zeit        | Rang       | Qualifikation | Zeit        | Rang   | Rang |
| --------------------- | ---------- | ----------- | ------- | ------------- | ----------------------------- | ----------------------------- | ----------------------------- | ----------- | ---------- | ------------- | ----------- | ------ | ---- |
| Frauen                |            |             |         |               |                               |                               |                               |             |            |               |             |        |      |
| Majdouline el-Allaoui | Einer      | 8:30,47 min | 6       | Hoffnungslauf | 8:42,07 min                   | 5                             | Halbfinale E/F                | 8:49,70 min | 4          | F-Finale      | 8:20,81 min | 1      | 31   |

### Schießen
Bei den Afrikameisterschaften 2023 wurde ein Startplatz im Trap der Männer gewonnen.
| Athleten      | Wettbewerb | Qualifikation   | Qualifikation | Finale          | Finale        | Rang |
| Athleten      | Wettbewerb | Ringe/ Scheiben | Rang          | Ringe/ Scheiben | Rang          | Rang |
| ------------- | ---------- | --------------- | ------------- | --------------- | ------------- | ---- |
| Männer        |            |                 |               |                 |               |      |
| Driss Haffari | Trap       | 122             | 10            | ausgeschieden   | ausgeschieden | 10   |

### Schwimmen
| Athleten              | Wettbewerb     | Vorlauf     | Vorlauf | Halbfinale    | Halbfinale    | Finale        | Finale        | Rang |
| Athleten              | Wettbewerb     | Zeit        | Rang    | Zeit          | Rang          | Zeit          | Rang          | Rang |
| --------------------- | -------------- | ----------- | ------- | ------------- | ------------- | ------------- | ------------- | ---- |
| Frauen                |                |             |         |               |               |               |               |      |
| Imane Houda el-Barodi | 100 m Brust    | 1:14,57 min | 34      | ausgeschieden | ausgeschieden | ausgeschieden | ausgeschieden | 34   |
| Männer                |                |             |         |               |               |               |               |      |
| Ilias El Fallaki      | 400 m Freistil | 4:01,59 min | 32      | —             | —             | ausgeschieden | ausgeschieden | 32   |

### Skateboard
| Athleten   | Wettbewerb | Qualifikation | Qualifikation | Finale        | Finale        | Rang |
| Athleten   | Wettbewerb | Punkte        | Rang          | Punkte        | Rang          | Rang |
| ---------- | ---------- | ------------- | ------------- | ------------- | ------------- | ---- |
| Frauen     |            |               |               |               |               |      |
| Aya Asaqas | Park       | 13,68         | 22            | ausgeschieden | ausgeschieden | 22   |

### Surfen
Über die ISA World Surfing Games 2024 qualifizierte sich Ramzi Boukhiam zum zweiten Mal für Olympische Spiele.
| Athleten       | Wettbewerb | 1. Runde | 1. Runde | 2. Runde | 2. Runde    | 3. Runde   | 3. Runde    | Viertelfinale | Viertelfinale | Halbfinale    | Halbfinale    | Finale / Platz 3 | Finale / Platz 3 | Rang |
| Athleten       | Wettbewerb | Punkte   | Rang     | Gegner   | Ergebnis    | Gegner     | Ergebnis    | Gegner        | Ergebnis      | Gegner        | Ergebnis      | Gegner           | Ergebnis         | Rang |
| -------------- | ---------- | -------- | -------- | -------- | ----------- | ---------- | ----------- | ------------- | ------------- | ------------- | ------------- | ---------------- | ---------------- | ---- |
| Männer         |            |          |          |          |             |            |             |               |               |               |               |                  |                  |      |
| Ramzi Boukhiam | Shortboard | 9,76     | 2        | B. Pérez | 14,60:12,60 | J. Chianca | 17,80:18,10 | ausgeschieden | ausgeschieden | ausgeschieden | ausgeschieden | ausgeschieden    | ausgeschieden    | 9    |

### Taekwondo
Beim afrikanischen Qualifikationsturnier in Dakar konnte sich Fatima-Ezzahra Aboufaras einen Startplatz für den Wettbewerb im Schwergewicht der Frauen erkämpfen. Bereits zuvor hatte sich Oumaima El-Bouchti über die olympische Rangliste qualifiziert.
| Athleten                 | Wettbewerb        | Achtelfinale | Achtelfinale | Viertelfinale     | Viertelfinale | Hoffnungsrunde Halbfinale | Hoffnungsrunde Halbfinale | Halbfinale    | Halbfinale    | Hoffnungsrunde Finale | Hoffnungsrunde Finale | Finale        | Finale        | Rang |
| Athleten                 | Wettbewerb        | Gegner       | Ergebnis     | Gegner            | Ergebnis      | Gegner                    | Ergebnis                  | Gegner        | Ergebnis      | Gegner                | Ergebnis              | Gegner        | Ergebnis      | Rang |
| ------------------------ | ----------------- | ------------ | ------------ | ----------------- | ------------- | ------------------------- | ------------------------- | ------------- | ------------- | --------------------- | --------------------- | ------------- | ------------- | ---- |
| Frauen                   |                   |              |              |                   |               |                           |                           |               |               |                       |                       |               |               |      |
| Oumaima El-Bouchti       | Klasse bis 49 kg  | A. Belo      | 2:0          | P. Wongpattanakit | 0:2           | D. Abutaleb               | 0:2                       | ausgeschieden | ausgeschieden | ausgeschieden         | ausgeschieden         | ausgeschieden | ausgeschieden | 7    |
| Fatima-Ezzahra Aboufaras | Klasse über 67 kg | —            | —            | R. A. Al-Rub      | 1:2           | ausgeschieden             | ausgeschieden             | ausgeschieden | ausgeschieden | ausgeschieden         | ausgeschieden         | ausgeschieden | ausgeschieden | 9    |

### Triathlon
Über die olympische Einzelrangliste erhielt Marokko einen Startplatz für den Einzelwettbewerb der Männer.
| Athleten         | Wettbewerb | Zeit | Rang |
| ---------------- | ---------- | ---- | ---- |
| Männer           |            |      |      |
| Jawed Abdelmoula | Einzel     | LAP  | LAP  |